# 柴田幸子 (アナウンサー)
柴田 幸子（しばた さちこ、1978年5月12日 - ）はホリプロ所属のフリーアナウンサー。元TOKYO FMアナウンサー。愛称は「シバサチ」。

## 来歴
東京都日野市出身。東京都立八王子東高等学校、日本女子大学理学部数物科学科卒業後の2002年4月、TOKYO FMに入社した。関連会社であるジャパンエフエムネットワーク所属の井門宗之（現在フリー）が同期入社である。入社後は、報道・情報センター所属のアナウンサーとして、ニュース・スポーツ・エンターテイメント関連の番組を多数担当した。
2016年12月22日付で同局を退社し、フリーアナウンサーへ転身した。ホリプロのスポーツ・文化部に所属している。
2022年に入りInstagramに投稿写真から火が付き、「2022年下半期ブレイクの予感」とネットニュースに取り上げられる。当人はインスタのフォロワーが勢いよく増えたことで気づいたという。多数寄せられるようになったDMや、フォロワー数の急増を受け、インスタグラムのストーリーズで驚きと感謝を述べている。

## 人物
体型維持のため、1日3時間ほどジムに通い、週40キロほどのランニングを心掛けている。Instagramはボディラインの確認のために投稿したのがきっかけで、エロ目線ではないと述べている。
アナウンサーになったのはしゃべることが好きなこと、大学時代から国会や裁判所の見学や傍聴が趣味で、実際の現場がどうなっているのかを伝えたかったこと。テレビ局も受験したが落ち、唯一受かったのがTOKYO FMだった。

## 担当番組

### TOKYO FMアナウンサー時代
- 八代英輝のクロノス→中西哲生のクロノス（2008.10 - 2010.03）
- 東京の窓から
- トリノオリンピック現地特派員
- 北京オリンピック現地特派員
- Bible
- よんぱち 48hours 〜WEEKEND MEISTER〜 （2010.04 - 2013.03）
- 柳家喬太郎のPILLOW TALK （2010年4月3日 - 6月26日）
- 日本興亜損保 Eco Action World
- UR賃貸住宅 presents YOUR SMILE TOWN（2015.04 - 2016.03 土曜 8:00 - 8:30）
- 平成28年熊本地震 JFN報道特別番組（2016.04.15 1:00 - 6:00及び2016.04.16 5:00 - 9:55）
- SPO☆LOVE（2013.10 - 2016.09 土曜 5:00 - 7:20）
- JOGLIS（2013.10 - 2016.10 土曜 7:00 - 7:20）
- Saturday Music 8（2016.04 - 2016.10　土曜8:00 - 8:30）
- FC TOKYO SPILIT ~勝利への道~ （2013.10 - 2016.09 SPO☆LOVE内、土曜 6:15 - 6:25）
- TOKYO FM ホリデースペシャル シンクロ SPORTS クラブ（2016.10.10 13:00 - 16:50） - アシスタント

### フリーアナウンサーへの転身後
- 生島ヒロシのおはよう定食・おはよう一直線（TBSラジオ／2017.01.02）
フリーアナウンサーとして初めて出演。生島が年始休暇のため、代理を務めた。
- TOKYO FM 新春スポーツスペシャル 第93回 箱根駅伝速報（2017.01.02 - 01.03 8:55 - 18:00）
- POWER BAY MORNING（bayfm／2018.04.02 - 2021.03.26）
2019年3月までは月曜、4月以降は金曜担当。
- AWAKE （bayfm／2021.04.02 - 金曜  有馬隼人欠席時は代理で担当する
- BAY SIDE FREEWAY（bayfm）
2019.12.15…帆足由美がインフルエンザに罹患したため、代理を務めた。
2022.12.11…同、新型コロナウイルス陽性反応のため、代理を務めた。
- 10分でわかる！カラダと食事の新常識（2022年1月6日 - 2022年3月31日、Lucky FM） - パーソナリティ[6]